# 福州历史
福州历史可以追溯到公元前5000年的新石器文化。秦朝时期为闽中郡郡治，前202年，福州成为闽越首都冶城的所在地（史稱「無諸城」），福州有文字记载的历史由此开始:3。从晋朝的八姓入闽到晚唐的王潮、王审知兄弟开闽，福州在中原汉人移民潮的长期推动下逐渐繁荣起来，福州民系也逐渐形成。“福州”之名始于唐开元十三年（725年）的福州都督府。五代十国时期，福州升为长乐府成为了闽国的都城。到了宋代，福州进入了一个经济文化的黄金时期，位列宋朝六大城市之一，也是宋朝科举文教的重地、儒学重镇，而福州的别称“榕城”就来源于宋代福州城内遍植榕树的景象。1276年南宋灭亡前夕，福州升为福安府一度成为南宋行都所在地。明代，福州的海外贸易复苏，福州作为重要海港，迎来了琉球和日本的商人和使者、早期的天主教传教士，也曾经历严重的倭患，1645年福州升为天兴府号福京又成为了南明隆武政权的首都。清末，福州进入了又一个黄金时期，随着1844年福州开埠，以及之后洋务运动时期福建船政学堂等机构在此设立，福州成为中国近代海军的摇篮、东南沿海文化教育的一大中心，也是基督教传教的重要地点。1933年到1934年福建事变时期，福州又成为了中华共和国人民革命政府的首都。1949年8月17日，中国人民解放军占领福州城。改革开放以后，福州经济发展迅速，同时福州也成为二十世纪下半叶华人海外移民最大的移出地之一。

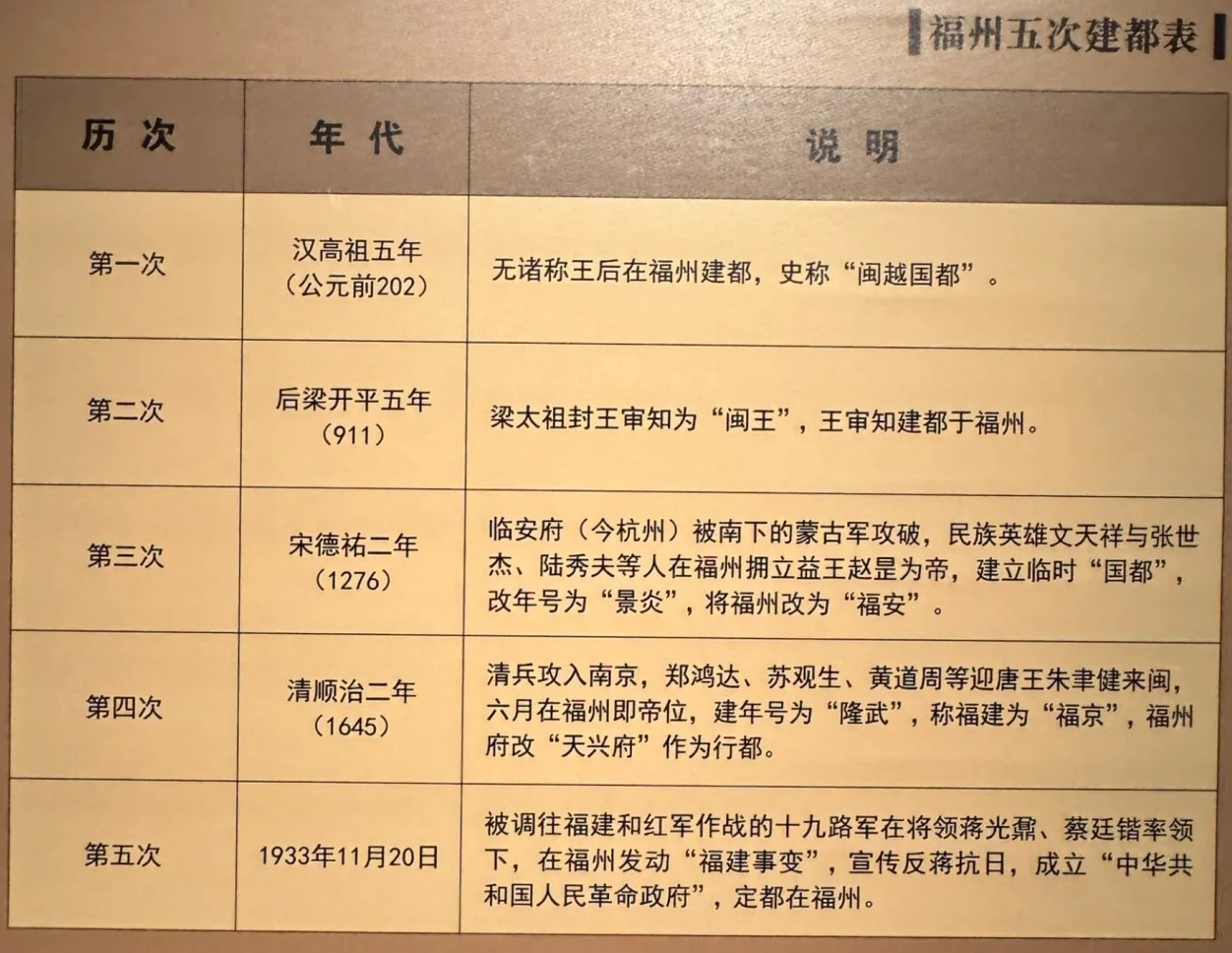
福州市博物馆陈列的“福州五次建都表”

## 远古至汉代（220年以前）

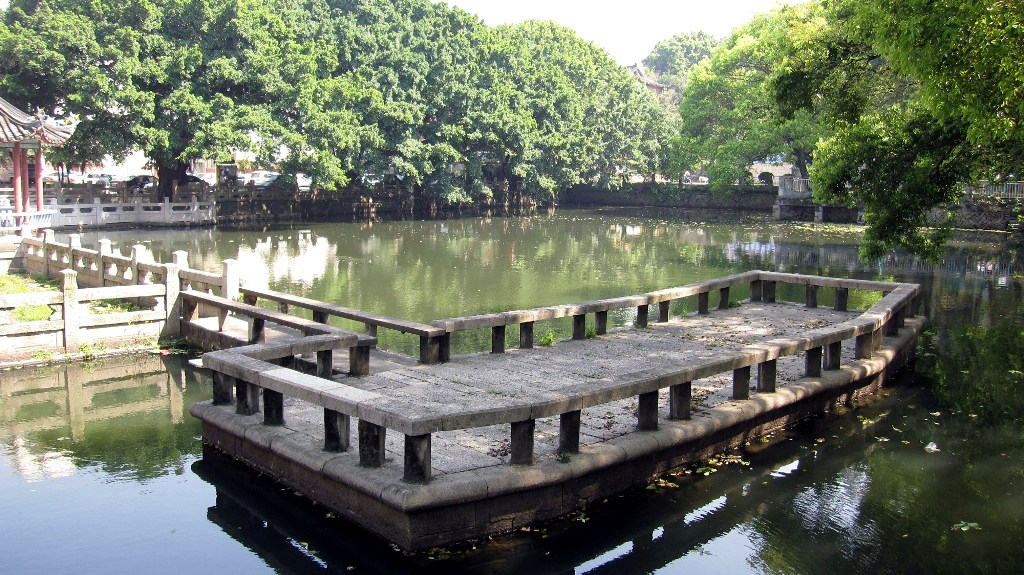
福州鼓楼区冶山北麓的欧冶池是二千年前福州最早城池的遗址所在，相传春秋时期的欧冶子曾在此冶剑。

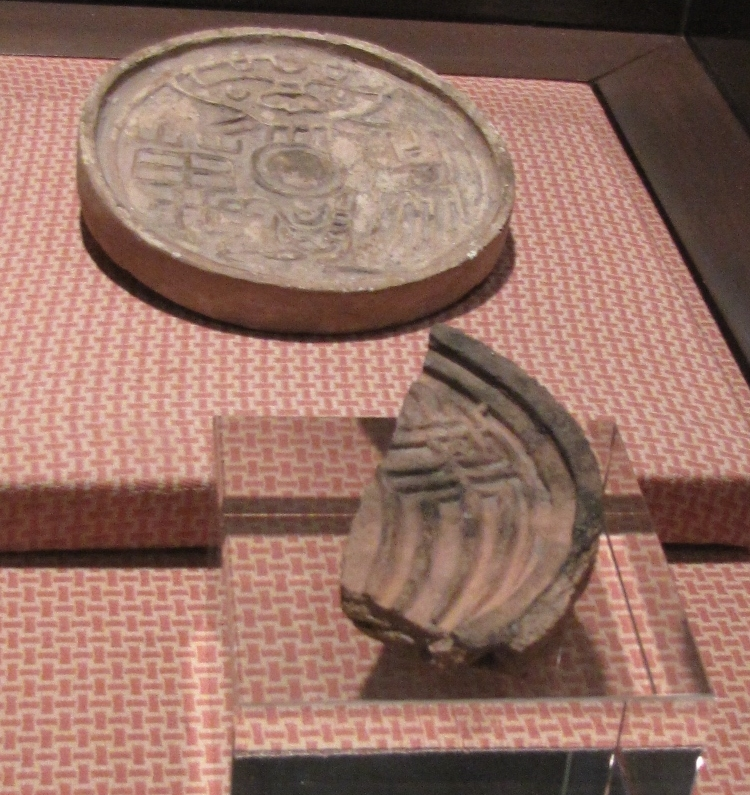
闽越国冶城的瓦当，发掘于福州，藏于福州市博物馆

由於福州未有發現舊石器時代文化遺址及中石器時代文化遺址，所以一般史家把當地的歷史追溯到前5000年的平潭壳丘头文化与前3000年的闽侯的昙石山文化。到了新石器时代晚期，福州地区的原始居民开始进行锄耕农业，并种植了水稻。大约在前1200年左右，即中原的商代，福州地区开始进入青铜器时代，这一时期的文化遗址多分布在闽江下游，彼时当地的青铜冶炼技术较为落后，而陶器仍占主要地位。一直到战国时期，福州地区乃至整个福建和中原的交流都极为有限，同时代的中原史籍仅有《山海经》中的“闽在海中”以及《周礼》的“七闽”这样模糊的记载。到了春秋战国以后，开始出现“闽越”的称呼。这一时期，福州的居民乃是古闽人，但也有人认为，此时的居民就是闽越人。
前306年越国被楚国灭亡后，一部分越国贵族南逃至闽地，与当地居民融合，建立闽越国家。前222年，秦朝统一天下后在闽设闽中郡郡治即今日的福州地区，统治范围包括现在的福建省及浙江省南部地区，由于地理位置距离秦朝首都遥远，因此闽中郡只是虚设，秦朝中央政府并未向当地派驻军队以及征税，只是将原来统治闽中的闽越王降级为君长，实际上该地区仍由闽越王无诸实行“自治”。前202年，刘邦统一全国后立闽越贵族无诸为闽越王，继续管辖原闽越地。无诸就在屏山东南麓冶山一带筑城建都，称冶城，又称东冶，为福州城垣之始，福州也在历史上第一次成为闽地的首府。此后闽越社会经济文化迅速发展，直至前111年（元鼎六年），闽越国因闽越王余善谋反自立后被汉武帝所灭，于前110年闽越国被废除，闽越人被强制北迁到江淮一带，大部分闽越族消亡，冶城衰落。到了前85年（始元二年）闽越地区逃亡山林的闽越人复出，重建家园，汉朝中央政府在此设立冶县，县治在今福州鼓楼区，隶属会稽郡（另有观点认为此冶县为闽越人自行设立，仍然属于地方自治性质）。
从闽越国灭亡到东吴政权建立之前这段时期，是福州历史的荒凉期，关于福州的记载极少，考古发掘表明此时福州乃至福建的人口都相当稀少。汉朝，福州地区摆脱了货物直接交换的原始交易方式，汉代五铢钱等金属货币已在福州流通。此外在汉朝，福州还是中国东南沿海的一个港口，与交趾七郡（现越南北部）之间有海路互通，交趾进贡的货品经这条海路运至福州港，再转运到江苏沛县以及山东登莱，最后经陆路运至京都洛阳，这条海路一直维持到东汉建初八年（83年）另辟陆路后逐渐衰弱，福州失去海运转运功能。
东汉末期，中央政府控制力减弱，各地军阀割据混战，196年（建安元年）孙策发兵攻打会稽太守王朗，王朗战败沿海路逃往东冶（今福州），侯官长商升拒绝王朗进城，虞翻前去游说后接纳王朗而且共同起兵对抗孙策。孙策派韩晏前往福州攻打商升，韩晏战败。孙策又派贺齐攻打商升，商升害怕贺齐的威望出城投降，但商升的下属张雅和詹强杀死商升对抗东吴。后张雅与女婿何雄内斗，福州内乱，贺齐出兵一举攻下福州，自此福州被纳入东吴势力范围。

## 六朝时期（220年—581年）

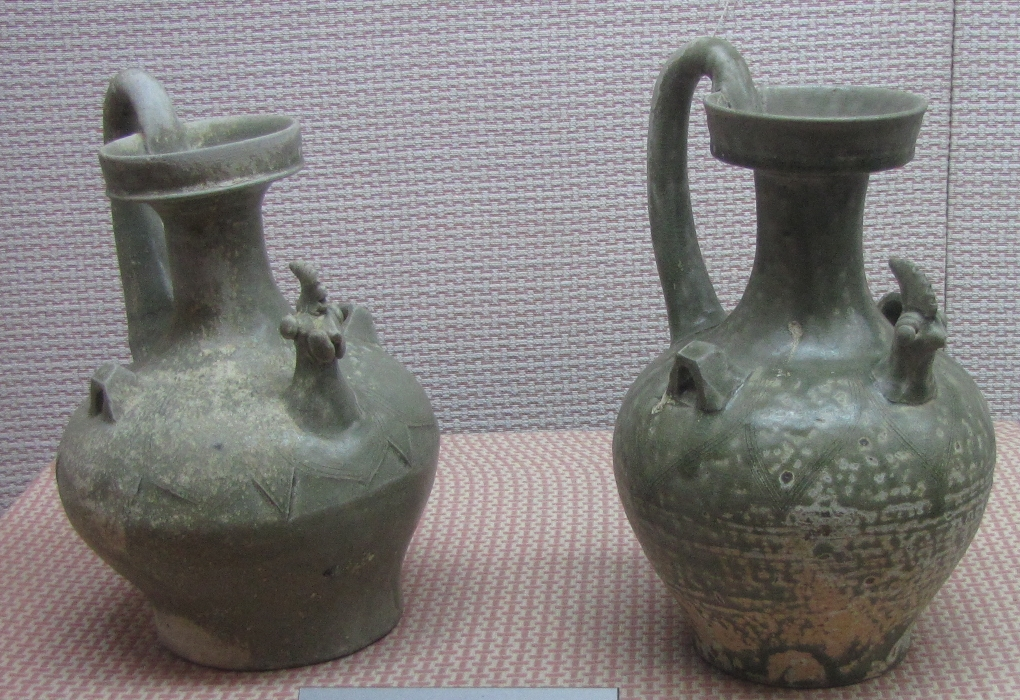
西晋时期福州的青瓷鸡首壶体现了六朝时福州手工业的发展，藏于福州市博物馆

福州在东吴政权的统治下，时有起兵反叛，207年—208年（建安十二至十三年）福州人吕合与秦狼起兵反叛，孙权派吕岱和蒋钦前来讨伐，平定叛乱。235年（嘉禾四年）福州人随春起义，孙权刚派吕岱发兵讨伐，随春就投降东吴。三国时期，福州成为东吴的造船中心之一。西晋于282年（太康三年）设晋安郡，郡治在原丰县（即今福州）。晋安郡第一位太守严高修筑了福州子城，开凿福州东西二湖以及运河（即今天的晋安河），形成早期的福州城市格局，也奠定了后世福州城的雏形。福州子城向北延伸至屏山脚下，宽232步，有5座城门，外围是护城河，这一格局维持了600多年。308年（永嘉二年）。中原发生五胡乱华事变，北方游牧民族进攻西晋，引发了汉人向中国南方的移民，部分汉人移民入闽，是为“八姓入闽”，这是历史上第一次大规模的汉人入闽移民潮，晋安郡成为入闽移民的重要定居地。6世纪中叶南朝梁朝侯景之乱时期，又形成了一波流向福州的汉人移民。梁末，晋安本地豪强陈宝应仗势取得了太守职位，致力发展晋安郡，陈朝时，他又被封为闽州刺史。562年（天嘉三年），陈宝应起兵反陈，但于563年被陈霸先击败并处死刑，陈朝控制了闽中，福州的地方割据终止了。
六朝时期，福州地区得到了初步开发，有了较大规模的汉人移民涌入，城市逐渐发展起来，手工业也逐渐兴盛，南台岛的怀安窑就建于这个时期，佛教也于晋代传入。

## 隋唐五代（581年—960年）

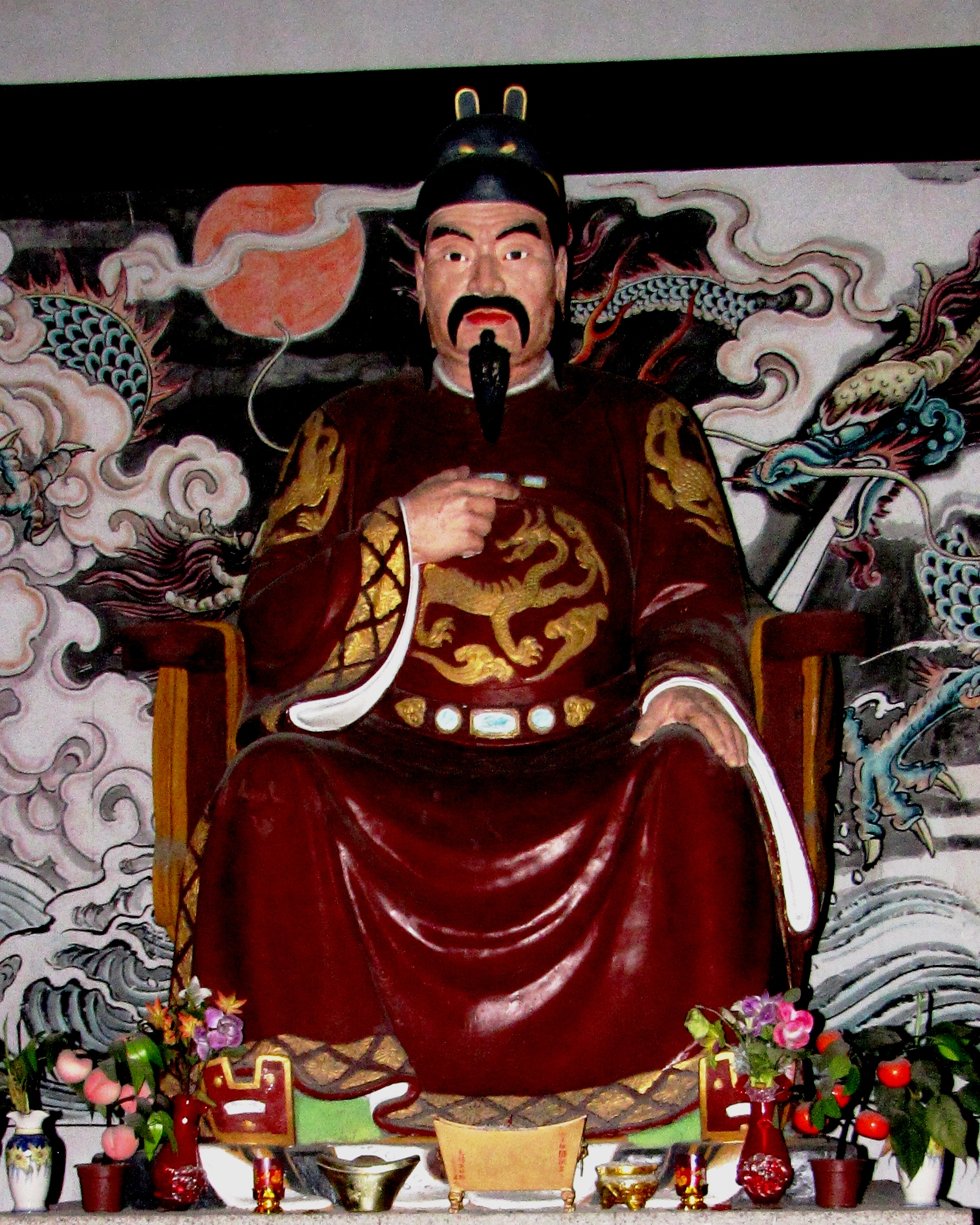
闽国创建者王审知的雕像，在福州闽王祠

隋唐五代是福州族群语言文化的形成时期。隋唐时期，福州一带是福建的政治和经济中心。725年（唐开元十三年），因州西北的福山，原闽州改名为福州，福州的名称由此开始。除了经济上长足的发展之外，唐代成为了福州文化发展的转折点，多任地方官员致力于宣扬文教，8世纪（中唐）的李椅、常衮是推动福州文教的重要人物，常衮更被尊为“兴闽文学之圣人”。在此背景下，福州科举渐盛。福州历史上的第一位进士是贞元十年（794年）中举的闽县的陈通方。中晚唐时期，随着中原持续的动荡，北方汉人持续移民入闽。879年，南下的黄巢军队攻占了福州城，在进行了屠杀之后又往广东方向进发。此后福建观察使郑镒扩建福州子城，以砖贴城，这可能是中国历史上第一座砖城。884年（中和四年），福建豪强陈岩占领福州，成为福建观察使，开始着手恢复福州一带的社会秩序。

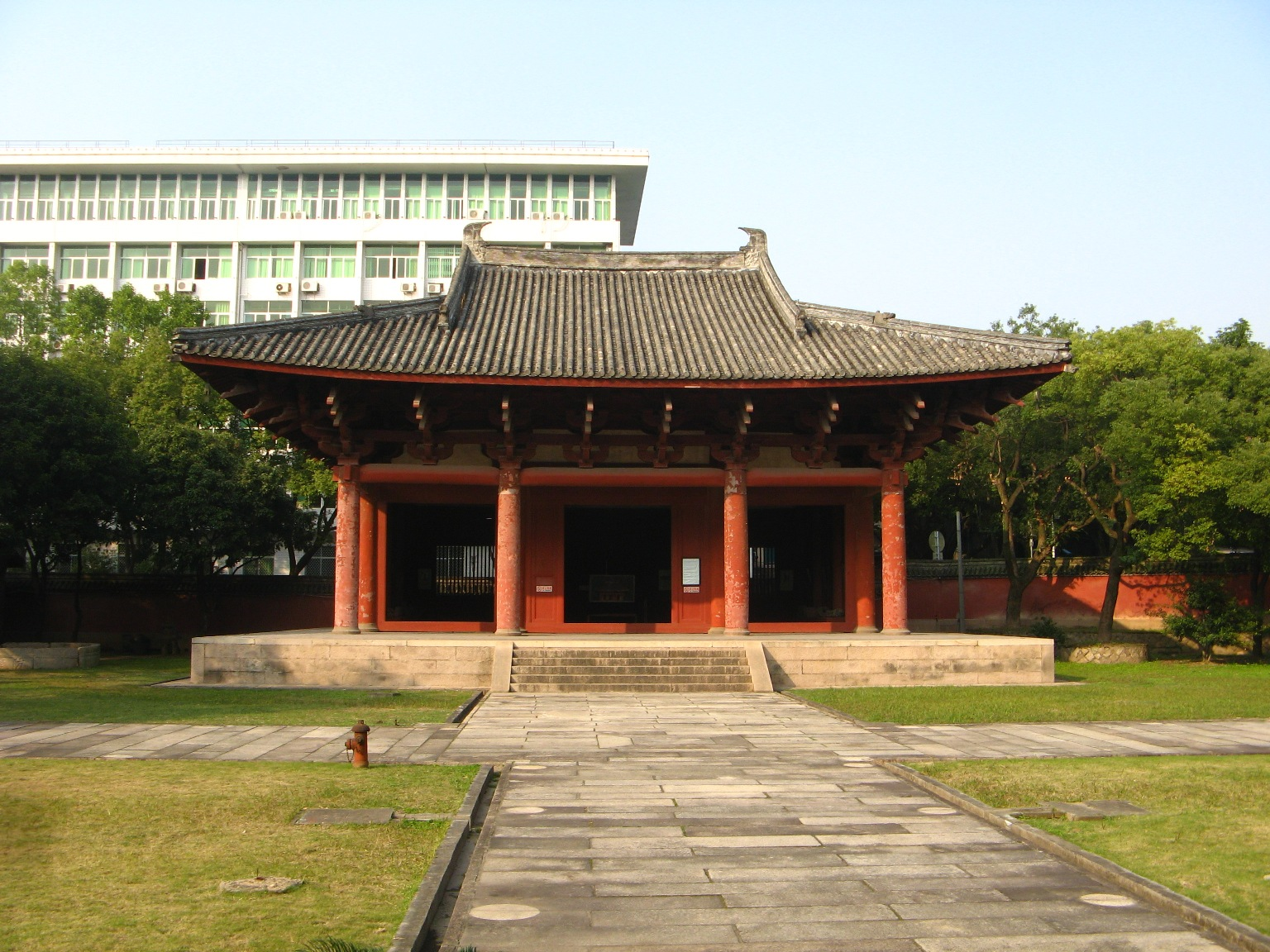
福州华林寺建于五代末期，是中国南方最古老的木构建筑

陈岩于891年去世，死前召王潮继任，但陈岩的妻弟范晖却说服将士拥戴自己为留后。892年（景福元年）三月，王潮、王审知的光、寿州部队开始进攻福州的范晖势力，经过将近一年的围城，光寿军占领了福州，王潮成为了福建观察使留后，并以福州为据点统一了福建，开创了王闽政权。898年（乾宁四年）王潮去世后，王审知受唐册封为琅琊王。901年，王审知筑罗城40里，将子城和老城囊括其中，乌山、于山、屏山也被圈入城内，城内民居逐段以高墙隔开，渐形成“三坊七巷”布局雏形，907年又增筑南北月城（夹城）。909年（开平三年），王审知受后梁封为闽王，闽国正式建立，福州成为闽国都城。933年闽王王延钧称帝，一度升福州为长乐府。945年闽国灭亡于南唐后，李弘义割据福州于南唐对抗，直至947年吴越控制了福州。吴越对福州的统治一直持续到978年北宋吞并吴越、占领福州为止。得益于闽国前期的安定发展，福州城在五代非常繁荣。到了闽国后期，王延翰、王延钧、王继鹏相继花巨资，在福州兴建了大规模的宫殿群。这一时期福州还兴建了许多佛教寺庙，中国南方现存最早的木构建筑—华林寺大殿就建于这一时期。由于闽国中后期王室内乱，福州也遭受了诸多动乱和战争。闽国灭亡后，李仁达自945年起据守福州2年，947年，吴越国借出兵解南唐对福州之围的时机占领福州，直至978年（宋太平兴国三年）被纳入宋朝版图。
福州的畲族在唐代开始迁入福州境内。758年（乾元元年），福州畲族的先民迁途进入福州郊外以及罗源和连江两县的山区，主要从事农业。往后数百年间，其中部分畲民又陆续由上述地区前往福州其他县邑以及宁德地区和浙江南部。

## 宋至元（960年—1368年）

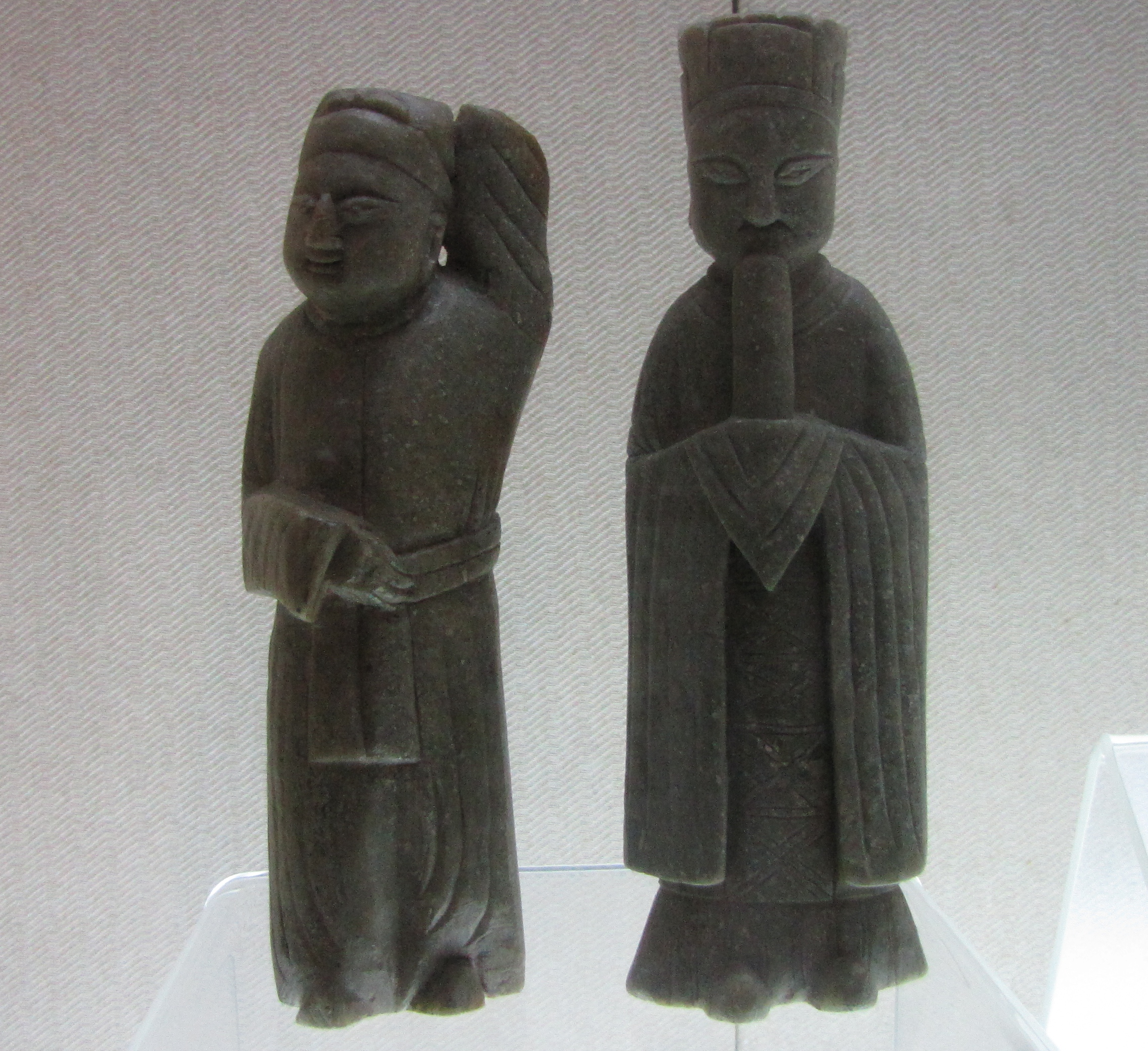
宋代的福州寿山石雕，福建省博物馆收藏

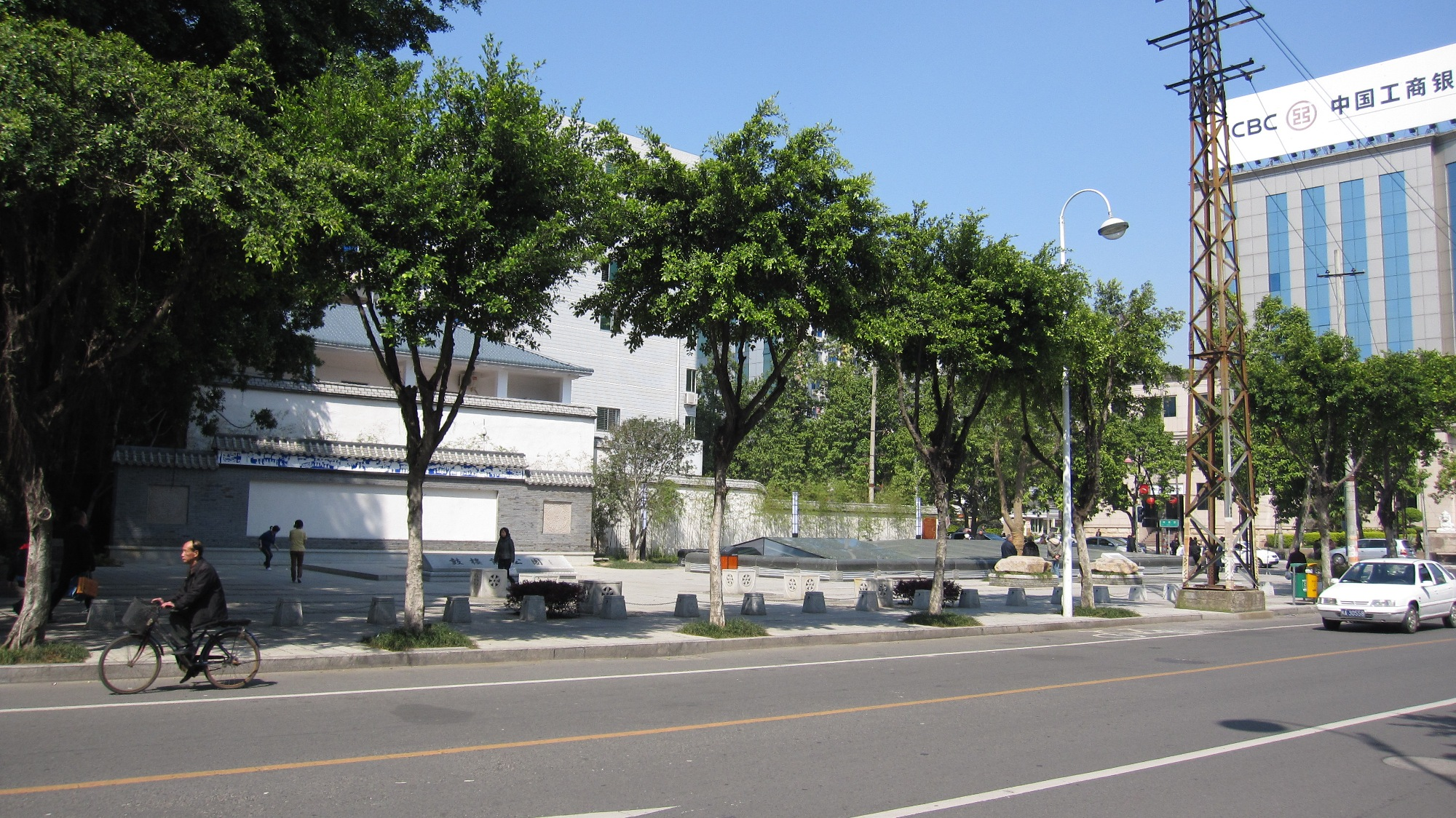
鼓楼前公园为福州鼓楼遗址所在地，2001年在此地的考古挖掘发现了两汉、两晋南北朝、唐五代、宋元、明清共五层文化层

宋代是福建历史的黄金时代，经济大规模增长，人口大幅增加，文化教育也达到一个高峰。福州人口由北宋初年（980年左右）的94475户增长到北宋末年（1102年）的211552户，为福建人口最多的府，也是宋朝六大城市之一。974年，刺史钱昱在原福州子城的基础上进行了扩展，增筑东南夹城，是为“外城”，并建有敌楼。到了1069年，程师孟又就子城旧址加以修复和扩展；同时疏浚护城壕，并架桥12座。1044年蔡襄任福州知州期间大兴水利。1065年，福州太守张伯玉推广编户植榕制度，福州遍植榕树，“榕城”之名由此而来。福州的城市内河水网体系也在宋代形成。文化上，福州曾是朱熹讲学的所在，儒学重镇。1063年（嘉祐八年），许将成为福州历史上第一个状元。两宋时期，福州一共出了文状元10名，武状元11名（若加上恩科状元，则有文状元18名，武状元12名），进士2247名，是全国的文教名城。
1276年，蒙古军队攻占南宋首都临安。五月初一，文天祥、陆秀夫等人扶持出逃福建的益王赵昰为皇帝，定行都于福州，改年号景炎，升福州为福安府，行宫在福州濂浦平山福地。福州的行都地位维持了6个多月，十一月，元将阿刺罕、董文炳侵福安府（福州），十一月十五日，陈宜中、张世杰、陆秀夫拥端宗赵昰撤出行都福州从海路南逃，福州被元朝军队攻占。1322年（至正二年），跨闽江的万寿桥建成。元末时，福州也受到亦思巴奚战乱一定的影响，直到陈友定平定战乱才渐趋安定。1368年（洪武元年）十二月，朱元璋派汤和、廖永忠率舟师从闽江口挺进南台（今台江），在南门外击败陈友定率领的元军，随后占领福州。

## 明至清中叶（1368年—1840年）

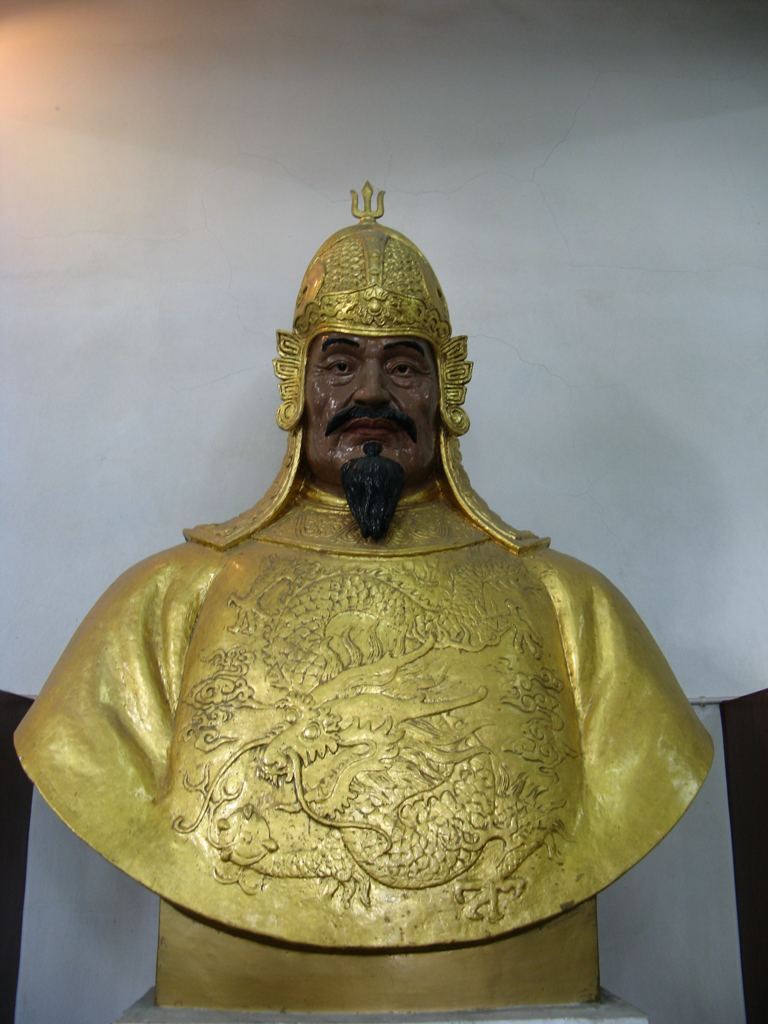
戚继光在指挥福州抗倭作战中起到了关键作用

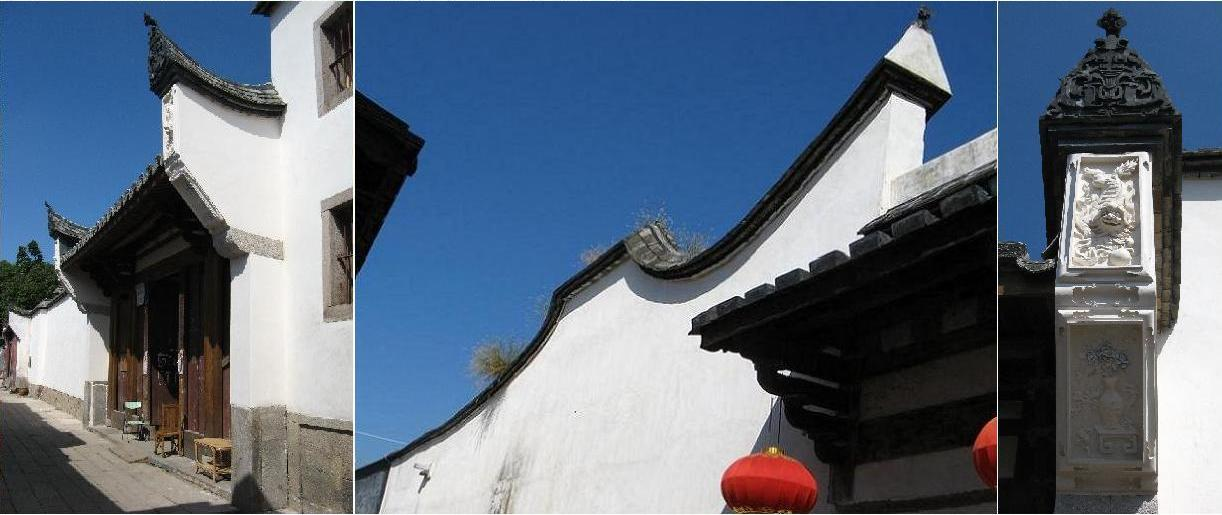
福州三坊七巷中现有的建筑多为明清时期所建

从明代起，福州一直是福建的首府。1368年（洪武元年），明朝设福州府，1371年重建福州城垣。明初因为倭患等原因开始实行海禁，严重影响了福州的海外贸易以及沿海的许多县份的生产。1396年，琉球遣使来贡，明朝派福州舟工、通译等36姓前往琉球。郑和下西洋期间，福州又成为郑和船队的补给港，舰队七次停泊于福州港（长乐太平港）。此后福州的海外贸易逐渐复苏，1472年，明朝福州设柔远驿，接待琉球国进贡船舶及其使者、商人。随着福州海外贸易的复苏，1474年，福建市舶司由泉州迁至福州，福州前往东南亚的移民也渐盛。嘉靖年间（16世纪中叶），福州府受倭寇困扰，周边县份多次被洗劫，福州城也四度被围攻。经过戚继光的讨伐，倭患渐渐消除。1624年底，艾儒略随叶向高来到福州，开始在榕传播天主教，并于1625年协助在宫巷建造了福州第一座天主教堂——三山堂。1645年，明唐王朱聿键在在南安伯郑芝龙、巡抚都御史张肯堂与礼部尚书黄道周等人拥护下，于福州称帝，改元隆武，改福州为天兴府，号福京，作为南明政权首都。1646年，清军攻占福州，隆武帝政权失败，天兴府复名福州府。
清朝初年，福州一度成为郑成功与清军拉锯战的所在。1660年，三藩的靖南王耿继茂从广州移驻福州，1674年，其子耿精忠起兵反清。1676年，耿精忠降清，清朝重新控制福州。1661年起，清政府实行海禁、迁界政策，以武力强迫罗源、连江、长乐、福清等县的数万沿海居民内迁，违抗者遭到屠杀，致使田地荒废。迁界令直至1682年开始逐渐废止。明清两代和平的社会环境促使福州城再次大规模发展，在海外贸易方面，福州的主要贸易对象是琉球和日本，在琉球和日本的华侨多来自福州府。茶叶成为福州重要的外贸商品，英国和俄国则是最大的出口对象，福州一度成为世界最重要的茶叶出口港之一。

## 晚清时期（1840年—1912年）

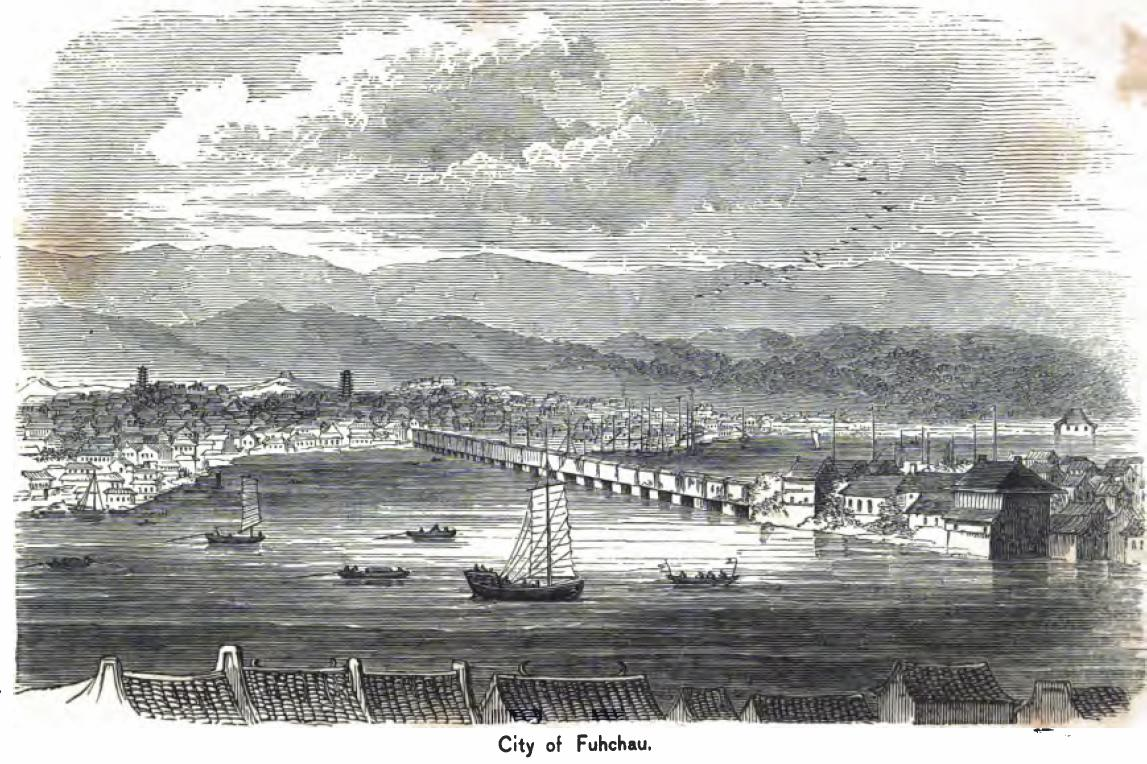
从仓前山远眺福州，美以美会传教士绘于1850年左右

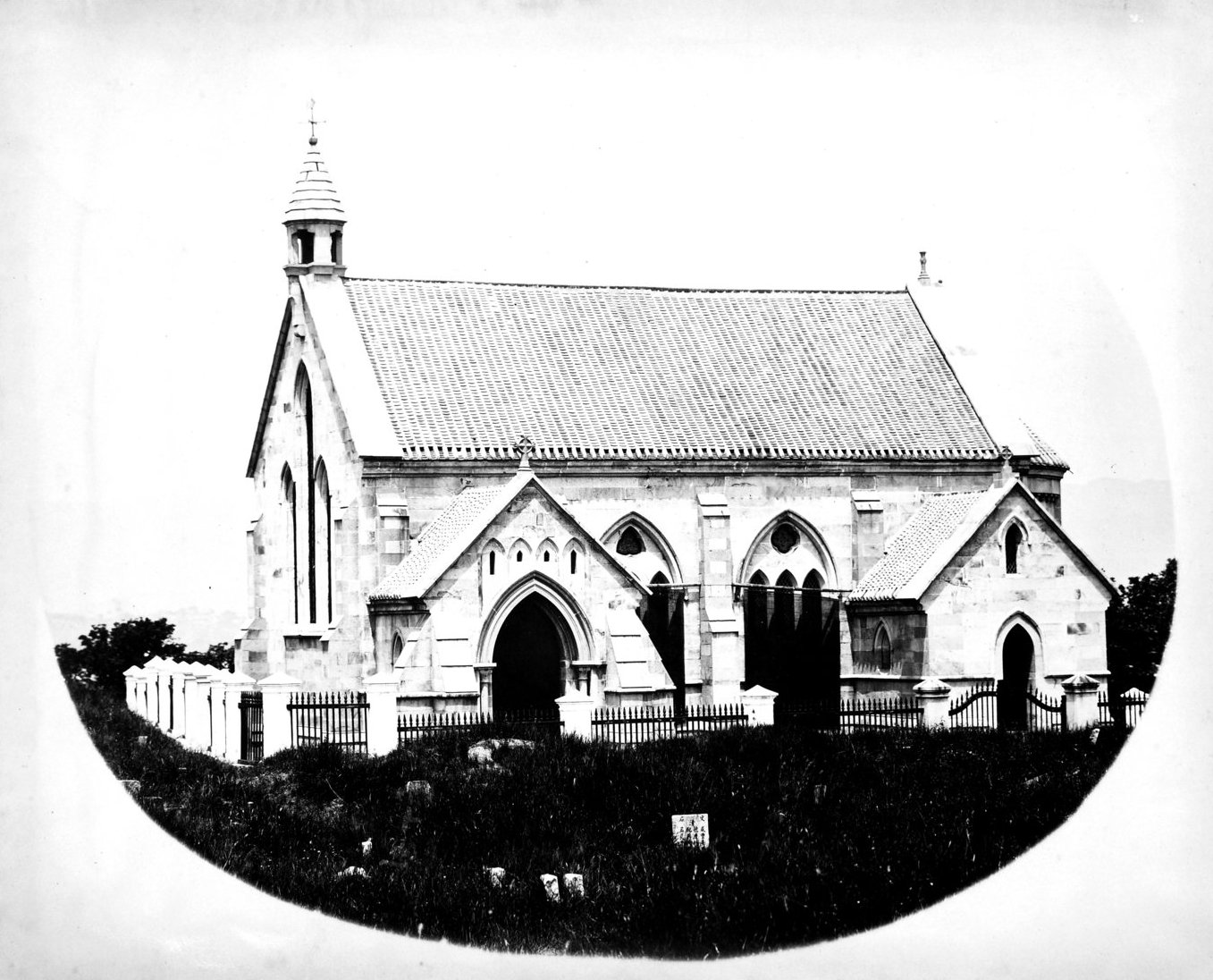
清末英国侨民在福州仓前山修建的圣约翰堂

晚清时期是福州历史的又一个黄金期。1842年，清朝在输掉了鸦片战争之后，与英国签订南京条约，开放五口通商，五口之中的福州成为中国最早开埠的城市之一，开始了现代化的进程。1844年，福州正式开埠，英国驻福州首任领事李太郭（G.T. Lay）在城内设领事馆的计划因遭福州民众反对，遂于翌年在仓山乐群路建立英国领事馆。此后先后有17个国家在福州设领事馆。。福州开埠后，南臺地区沿江和上、下杭一带成为福建大宗进出口货物集散地，商行云集，茶叶出口成为大宗，占到中国茶叶出口的35%。1844年十月，英国商人记连在南臺横山开设第一所英人办的洋行。民营的食品、火柴、纺织等企业与官营的军火、造船等企业相继开办。
基督教也重新在福州开始传播，并开始办学办报。1847年，新教传教士开始在福州活动，并建立教堂，天主教也正式恢复在福州的活动。1853年，公理会在福州开办了第一所教会中学和第一所女学堂。1874年，美以美会在福州创办了第一份中文报纸《郇山使者报》，黄乃裳为主笔，同年中国第一份儿童刊物，综合性洋式刊物《小孩月报》（Child's Paper）在福州创办。尽管福州的基督教传播迅速，但教会与当地的非教徒仍不时发生摩擦，1878年还爆发了乌石山教案。

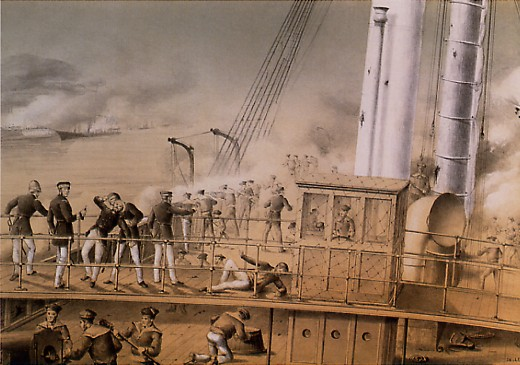
1884年发生在福州马尾的马江海战场景，图为法国军舰遭受攻击

洋务运动兴起后，1866年（同治五年），清政府在马尾设立了福建船政局（后改福州船政局），沈葆桢总理船政大臣，主持福建船政，同年在马尾开设福建船政学堂，福州成为了中国近代海军的摇篮，此后直到民国前期，中国海军几乎都由福州籍军官把持。1875年，丁日昌主持福州船政，开始派遣船政学堂学生前往英、法学习机械及制造工业。1884年中法战争期间，在福州马尾港发生了马江海战，福建水师全军覆没，清朝不得不在福州河道上布水雷以防敌。1888年一月二十九日，中国第一艘钢甲军舰“应威”号在马尾建成下水。晚清时期福州的现代化程度在中国城市中较为领先，福州第一条电报线铺设于1876年，而最早的自来水系统则于1879年出现在仓山区，1900年，福州地区首次引入电力，用于闽清县的教会医院和中学，1909年福州的第一家私营电灯公司成立后，电力开始取代煤油为路灯等公共照明设施提供能源。
1906年二月，中国同盟会福建支会(简称福建同盟会)在梅坞顶桥南公益社成立，郑祖荫任会长，林斯琛为主监人，负责指挥福建的革命运动。清朝立宪运动后，福建省谘议局于1909年开幕，同时同盟会也在加紧运动。1911年十一月五日，新军的孙道仁加入同盟会，十一月九日，福建同盟会宣布福州光复起义，革命军攻取于山及督署，清兵投降，闽浙总督松寿在福州自杀，同盟会占领福州，成立了福建军政府。
晚清时期，福州人开始了新的一波移民东南亚的热潮，主要移出地在闽清、古田、福清等县邑，主要移民地包括了马来西亚、印度尼西亚、新加坡和文莱等地，其中前往砂拉越诗巫的移民是由黄乃裳所带领，诗巫则在后来成为东南亚较大的一个福州人聚居城市，前往马来半岛实兆远的移民也带有明显的基督教背景。

## 民国时期（1912年—1949年）

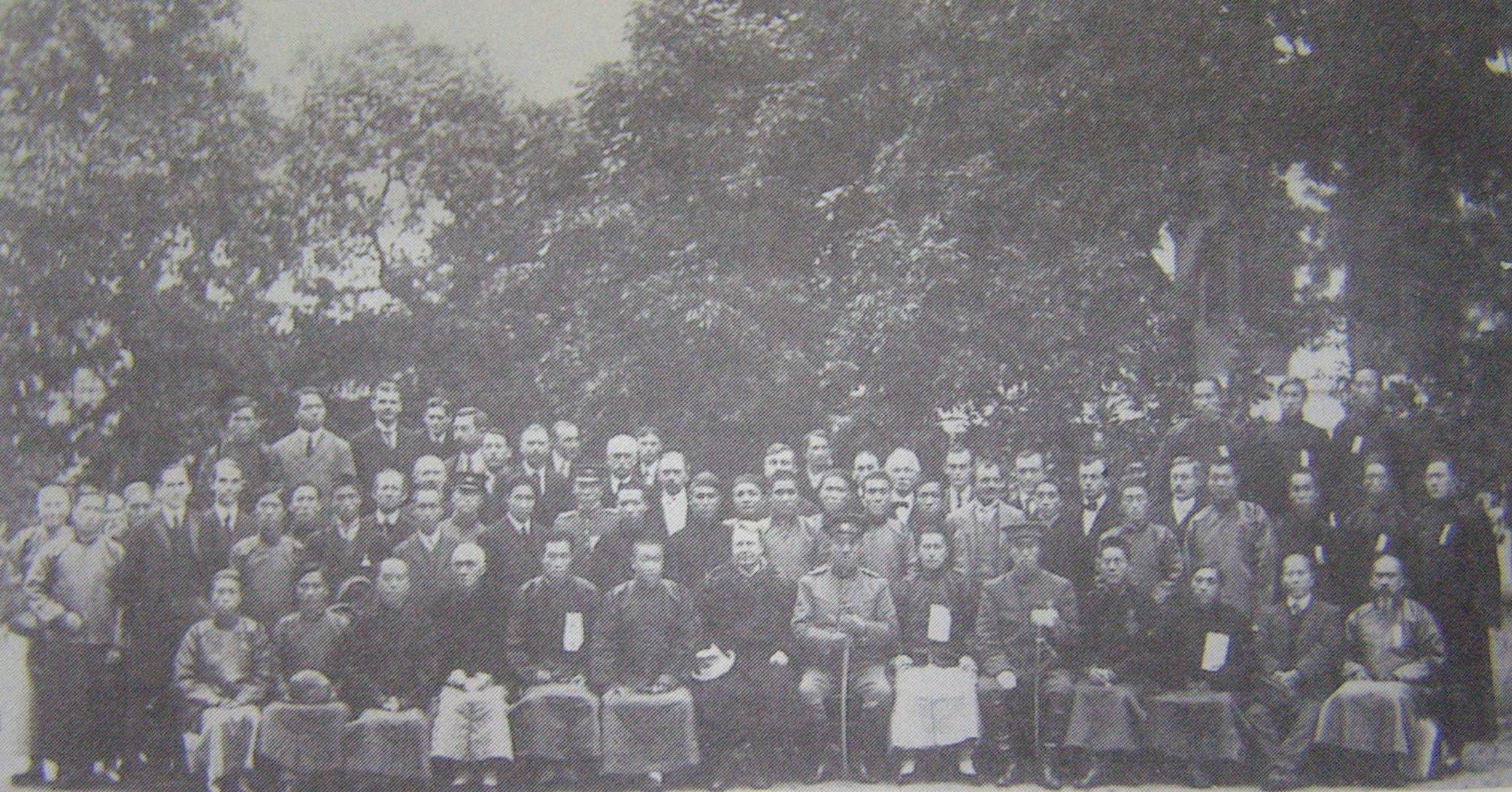
1911年辛亥革命时福州的福建军政府内阁

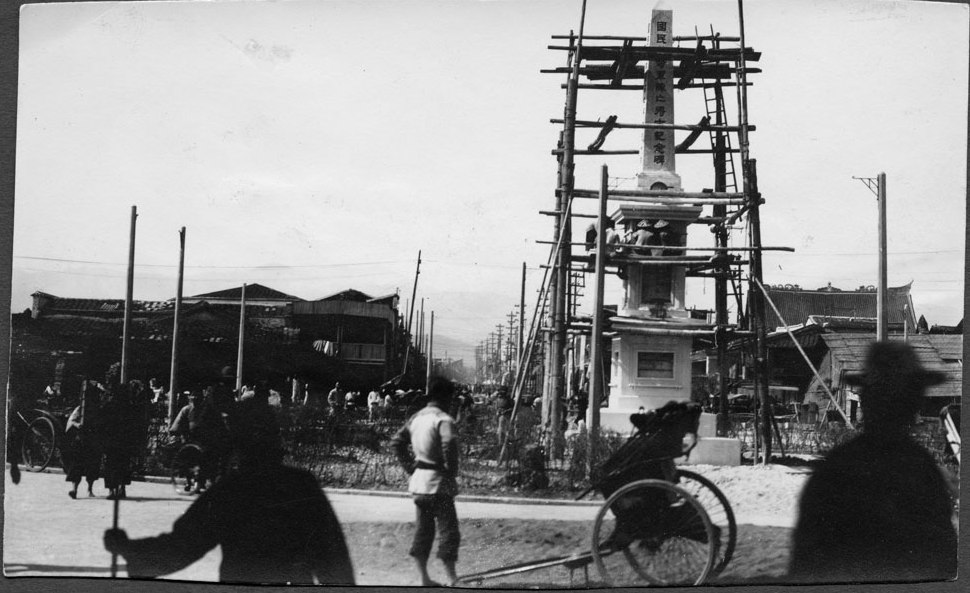
民国早期时立于福州南门旧址的国民革命军阵亡将士纪念碑

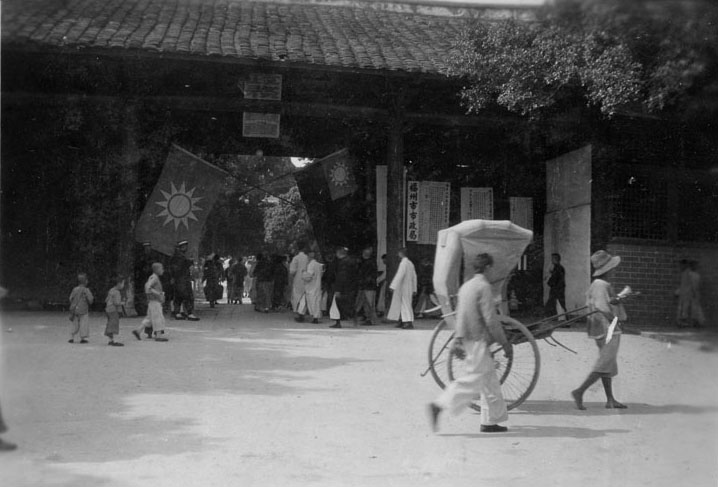
民国时期的福州市市政局

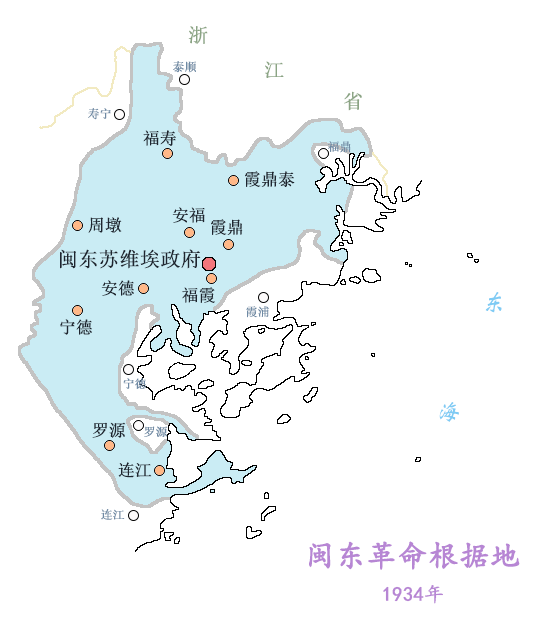
闽东革命根据地地图（1934年）

1913年二次革命期间，7月20日，福建都督孙道仁宣布福建独立，但在8月9日又取消独立并向袁世凯请罪，北洋政府随即派海军总长刘冠雄任福建都督，率北洋军李厚基旅进入福建，李厚基随后成为福建镇守使。此后，李厚基排挤了多任的福建民政长官，独揽军政大权。1919年，在福州的日本人和台湾浪人和福州市民发生冲突，酿成“台江事件”，直到1920年底，日本政府终于就此致歉并赔偿造成的损失。1922年10月12日，孙中山领导下的粤军许崇智部队联合王永泉赶走李厚基，福州各界推选王永泉为福建总司令，林森为福建省长。1923年，王永泉发动“倒林拥萨”政潮，林森离任，萨镇冰就任福建省长。直系军阀孙传芳遂于同年进入福建，任福建军务督理，占据福州。1924年，孙传芳驱逐王永泉后，又北上浙江，其部属周荫人占据福州，福建形成军阀混战局面，而福州沿海各县由海军系杨砥中、杨化昭割据。1926年12月13日，北伐军进入福州，结束了福州的军阀统治。1930年1月6日，驻闽陆军第五十二师师长卢兴邦在福州绑架福建省政府委员林知渊、陈乃元、许显时、程时煃、郑宝菁及水上公安局长吴澍6人，时称“一六政变”。蒋介石从永定调五十六师刘和鼎往福州讨伐卢兴邦，卢被驱逐至闽北。
1933年11月20日，十九路军的陈铭枢、蒋光鼐、蔡廷锴等联合国民党内李济深等一部分反蒋势力发动福建事变（闽变），在福州召开万人大会，宣布成立中华共和国人民革命政府，定首都于福州，并在福州成立特别市，直辖于中华共和国中央政府，而原属福州的各县则由闽海省管辖。蒋介石随即率军进攻福建，1934年1月，十九路军在南平到古田一线溃败，导致通往福州的门户大开，中华共和国中央政要遂于1月13日飞离福州，中华共和国的人民革命军（即十九路军）也于1月15日完全撤离福州南逃至闽南，南京国民政府的中央军在1934年1月16日占领福州，闽变失败。1934年2月，闽东苏维埃政府在福安柏柱洋村成立，其势力范围南至罗源、连江。1937年抗日战争爆发后，日本侨民全数撤离福州。战争期间，日军多次空袭福州，并于1941年4月21日至1941年9月3日以及1944年10月4日至1945年5月18日期间两度占领福州。1946年，福州设市。国共内战期间，1949年8月，解放军开始进攻福州，并于8月17日占领了福州城。

## 中华人民共和国时期（1949年至今）

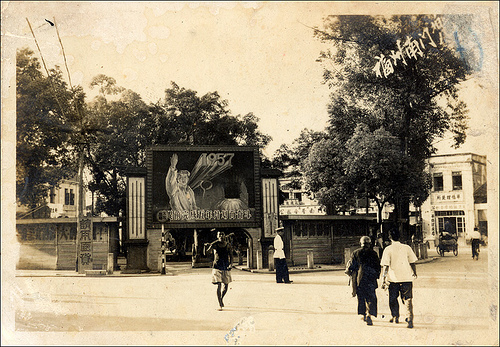
1957年张贴着共产主义标语的南门兜

中华人民共和国建立后，福州市政府开始实施社会改革。福州的私立学校和教会学校被取消并合并于新成立的公立学校，许多教会组织也被取缔。1951年福州开展了三反五反运动。1950年代起，私有企业开始公私合营，并最终完全公营。由于地处对台前线，1950年代初，福州地区一度成为国共双方空战和宣传战的阵地。1966年5月，文化大革命在福州开始，福州的第一个红卫兵组织“东海前线红卫兵”于8月成立，福州政局的动荡由此开始，传统文化也遭到不同程度的破坏，1967年还发生了数起大规模武斗。到了1969年1月，福州知识青年的上山下乡运动开始。1978年4月，福州开始对文革中受迫害的人士进行平反。1980年3月30日，中国国务院批准福州实行对外开放，福州成为沿海开放城市。1981年，福日电视机有限公司创办于福州，成为中国第一家中日合资企业。1985年1月23日，国务院批准在马尾兴办福州经济技术开发区。随着海峡两岸关系的缓和，从1979年起，福州与台湾开始恢复民间接触。1990年代，福州经济加速发展。2004年，福建省提出了海峡西岸经济区的概念，并于2009年5月得到中国国务院支持，福州市作为该经济区内重要的中心城市，其经济得到进一步的推动。
1970年代起，因中国政治局势变化而中断的福州人海外移民又逐渐重启，这一波移民潮主要指向了北美的美国、加拿大與日本、欧洲等地。新的福州移民社区也纷纷在海外建立，福州族群成了华人新移民中最大的群体之一。